# Лора Инголс Вајлдер
Лора Инголс Вајлдер (енгл. Laura Ingalls Wilder; Пепин, 7. фебруар 1867 — Менсфилд, 10. фебруар 1957) је била америчка списатељица дјечјих књига, најпознатија као ауторка серије књига за дјецу „Мала кућа“ у којој је описала своје дјетињство у породици америчких пионира.

## Дјетињство и рана младост
Рођена је у близини мјеста Пепин у америчкој савезној држави Висконсин, у крају који је тада био познат као „Велика шума“. Њено стварно мјесто рођења је посебно описано у књизи „Мала кућа у Великој шуми“. Родитељи су јој били Чарлс Инголс (енгл. Charles Phillip Ingalls) и Керолајн Инголс (енгл. Caroline Lake (Quiner) Ingalls). Била је друга од петоро браће и сестара: Мери (енгл. Mary Amelia) (ослијепила послије тешке болести), Керолајн (звана Кери) (енгл. Caroline Celestia), Чарлс Фредерик (енгл. Charles Frederick) (умро са девет мјесеци) и Грејс (енгл. Grace Pearl).
Као дјевојчица се са породицом доселила на подручје које је тада било знано као индијанска територија. Након двије године боравка у Канзасу, породица Инголс се вратила у Висконсин. Након сељакања по Висконсину, Канзасу, Минесоти и Ајови, Инголсови се коначно настањује у Јужној Дакоти, гдје је у прољеће 1879. Лорин отац добио посао на жељезници. Зиму 1880–1881, једну од најхладнијих и најљућих зима до тада забиљежених у Јужној Дакоти, породица Инголс провела је у мјесту Десмет (енгл. De Smet). Та дуга и хладна зима описана је у „Дугој зими“ (енгл. The Long Winter), једној од њених најзанимљивијих књига. У Десмету полази у школу у којој упознаје и будућег мужа, Алманза Вајлдера (енгл. Almanzo Wilder; 1857–1949).
Са 15 година прихватила је понуду да буде учитељица; највише из разлога да материјално помогне своје родитеље. Када се удала за Алманза Вајлдера, 25. августа 1885. године, престала је да ради као учитељица. Сљедеће године, 5. децембра 1886. године, родила је кћерку Роуз (енгл. Rose Wilder; 1886–1968), те 1889. године родита је мушко дијете које је умрло непосредно након рођења. Породица Вајлдер је тада живјела сјеверно од Десмета.
Прве године брака биле су изузетно тешке. Алманзо је оболио од дифтерије и остао дјелимично парализован, мада се касније добро опоравио. До краја живота морао је при ходу да се помаже штапом. Низ тешких догађаја који су се редали један за другим, Алманзова болест, смрт тек рођеног сина, изгубљена кућа и штала у пожару и велике суше неколико година узастопно, довеле су породицу до руба опстанка. Те тешке године описане су у Лориној књизи „Прве четири године“ (енгл. The First Four Years). Рукопис је пронађен тек послије Роузине смрти. Књига је издата 1971. године и описује те тешке прве четири године њеног брака и живота на прерији у Јужној Дакоти.
Око 1890. године, породица Вајлдер је напустила Јужну Дакоту и једну годину провела у Минесоти на фарми Алманзових родитеља, да би касније на кратко отишли до Вествила у Флориди. Мислили су да ће топла клима Флориде погодовати Алманзовом здрављу, али било је обратно — Алманзо је тешко подносио врућине и високу влажност југа. Тако, 1892. године, породица Вајлдер се вратила у Десмет, гдје су купили малу кућу.
Године 1894. породица Вајлдер се сели поново (овај пут је то била њихова посљедња селидба) у Менсфилд, у Мисурију. Мало изван Менсфилда, успјели су да купе недовршену брвнару на фарми, коју су назвали фарма „Роки риџ“ (енгл. Rocky Ridge Farm). Касније је та непривлачна фарма постала веома напредна фарма живине, млијека и воћа. Скромна брвнара без прозора је прерасла у велику фармерску кућу са десет просторија, те неколико додатних помоћних зграда. У почетку живота на фарми, једини извор прихода који је породица имала је био приход од продаје дрвета за огрјев, које је Алманзо на својој каменитој фарми добио крчењем шуме.

## Каснији период
Касније године, када Лора и Алманзо нису могли више физички да раде, изгледале су да ће бити без великих проблема, све до 1929. године и велике свјетске економске кризе. Изгубили су све што су инвестирали, те су постали зависни од своје кћерке и њене помоћи.
Године 1930, у доба велике депресије, Лора је почела да разговара са својом кћерком о биографским рукописима о свом дјетињству у пионирској породици 19. вијека. Смрт Лорине мајке 1924. године, сестре Мери 1928, те Велика депресија, навеле су Лору да сачува од заборава сјећања о животној причи званој „Дјевојка пионир“ (енгл. Pioneer Girl). Због тешке економске ситуације, поново се почела бавити писањем.

## Серија књига
Роуз и Лора су радиле заједнички на припреми књига. Тако, 1931. године, из штампе је изашла прва књига, „Мала кућа у Великој шуми“, (енгл. Little House in the Big Woods). Од тада до данас, књига се стално штампа и преводи, да би до данас била преведена на 40 разних језика.
Исто тако, новеле Роуз Вајлдер Лејн, Лорине кћерке, током 1930-их година су представљале врхунац њеног књижевног рада. Још од тада, њене двије најпознатије новеле, „Нека оркан режи“ (енгл. Let the Hurricane Roar, 1932) те „Слободна земља“ (енгл. Free Land, 1938), написане у истом периоду кад и серија „Мала кућа“, и данас се штампају.
Роза је напустила фарму „Роки риџ“ крајем 1930-их, те се настанила у Харлинџену, у држави Тексас, те Данберију, у држави Конектикат, гдје је провела даљи живот пишући прије свега о својим политичким ставовима, филозофији личне слободе и либерализму уопште. Средином 20. вијека постала је један од најутицајнијих америчких либерала.
Лора и Алманзо су тих година живјели углавном усамљено на својој фарми „Роки риџ“, гдје су и даље држали домаће животиње и узгајали поврће. Читаоци „Мале кућае“ често су су се заустављали на фарми „Роки риџ“ да би срели јунака серије — Лору Инголс Вајлдер. Лора и Алманзо су на фарми живјели мирно и без финансијских проблема све до 1949. године, када је Алманзо умро у 92. години. После Алманзове смрти, Лора је наставила да живи сама на фарми, иако ју је Роза настојала убиједити да се пресели код ње у Конектикат. Дана 10. фебруара 1957. године, три дана послије 90. рођендана, Лора је преминула у снуна својој фарми у Менсфилду.
Фарму „Роки риџ“ је преузео фармер који је посједовао и околну земљу. Међутим, локални становници, обожаваоци Лоре и њене серије књига „Мала кућа“, основали су удружење да би откупили фарму, са намјером да је претворе у музеј. Роуз Вајлдер Лејн се придружила идеји да „Роки риџ“ буде споменик њеној мајци, те дала новчани допринос за откуп куће. Пристала је да допринесе одржавању куће–музеја, те је уступила многе своје ствари и ствари својих родитеља. Кућа је доцније постала популаран музеј који сваке године привлачи на хиљаде посјетилаца.
Популарност серије књига „Мала кућа“ („Мала кућа у прерији“ (енгл. Little House on the Prairie) изузетно је порасла послије Лорине смрти, да би ускоро био снимљен и телевизијска серија с глумцем Мајклом Ландоном. Лору су глумиле Мелиса Гилберт (енгл. Melissa Gilbert; 1974-1984), Мередит Монро, (енгл. Meredith Monroe; 1997, 1998) и Кајл Шаварија (енгл. Kyle Chavarria; 2005).
Једном приликом, Лора је изјавила да је главни разлог што је написала серију књига „Мала кућа“ био да сачува успомене из свог дјетињства за данашњу дјецу, да би им помогла да разумију колико се Америка промијенила за вријеме њеног живота. 1993. године, Лора је проглашена за почасног грађанина Мисурија.